# Petr Hapka
Petr Hapka (13 de mayo de 1944-Okoř, 25 de noviembre de 2014) fue un compositor y cantante checo.

## Biografía
Hapka nació en el seno de una familia de artistas: su padre era pintor y su madre soprano de opereta. Desde muy temprana edad aprendió a tocar el piano y más tarde la viola, instrumento en el que se especializó durante sus estudios en el Conservatorio Estatal de Praga. Completó su formación recibiendo clases de canto y arte dramático.
Comenzó su carrera como pianista en pequeños teatros praguenses, y a finales de los años 60 ya era director del teatro Divadlo za Branou, donde componía la música de algunas piezas.
El momento clave en el que se dio a conocer al amplio público fue la canción ‘Lavándula’ (‘Levandulová’), cantada junto a la popular Hana Hegerová en 1987. En principio el tema iba a ser interpretado por el conocido cantante Jiří Suchý, pero este en el último momento no pudo encargarse. 
Precisamente el álbum de Hegerová ‘El Huésped Malvado’ (‘Potměšilý host’) de 1987 dio inicio a la colaboración de Hapka con el letrista, escritor, poeta y productor Michal Horáček, con el que colaboraría toda la vida y con el que mantendría una fuerte amistad hasta su muerte. En 1988 Hapka publicó su primer disco en solitario ‘En la Pensión Mundo’ (‘V penzionu Svět’), uno de sus trabajos más valorados, al que siguió ‘Inversión Sentimental’ (‘Citová investice’) en 1997 y otros tres trabajos de estudio más a comienzos del siglo XXI.
Hay que recordar que su trabajo se nutre también de piezas compuestas para otros intérpretes, entre los que se encuentran artistas consagrados como Lucie Bílá, Michael Kocáb o Richard Müller.
Su faceta como compositor de bandas sonoras es mucho más asombrosa. Petr Hapka firma la música de 11 series de televisión y 93 películas, entre las que se encuentran por ejemplo el clásico de animación ‘Fimfárum’ o la comedia familiar ‘Krakonoš y los Esquiadores’ (‘Krakonoš a lyžníci’), de 1980.
El popular cantante y compositor checo Petr Hapka falleció el martes 25 de noviembre de 2014 a la edad de 70 años.